# Alexandre Korshunov
Alexandre Viktoroviche Korshunov (em russo:  Александр Викторович Коршунов; 2 de abril de 1968, RSS da Moldávia, URSS) é um estadista e figura política da República Moldava Pridnestroviana. Deputado do Conselho Supremo da Transnístria desde 12 de dezembro de 2010. Presidente do Conselho Supremo da RMP desde 6 de fevereiro de 2019.